# 紅龜糕
紅龜糕是一種流行於馬來西亞、新加坡和中國南部的一種糕粿，客家語稱之為紅粄，在馬來西亞和新加坡的華人常念成“ang ku kueh”（紅龜糕的閩南語）。材料主要是糯米粉糰，加入一些色素或班蘭葉汁液，再包入煮好的甜餡料（如：綠豆、紅豆、椰絲、花生），或鹹餡料(眉豆、菜頭)，然後放在剪好的香蕉葉上拿去蒸熟。因為紅龜糕代表福氣、榮祿和長壽，所以在馬來西亞和新加坡的華人在祭拜時，必備的貢品。紅龜糕也是屬於娘惹糕的一種，有些人製作時，會使用椰漿代替水，使其帶有清淡的椰香味。在紅龜糕的表皮除了印有花紋外，還會印寫吉利的字，如：福、祿、壽等。

## 外部鏈接
- 紅龜糕做法 （页面存档备份，存于）（简体中文）